# Careiro
Careiro, amtlich Município de Careiro, auch Stadt der Seen und Careiro Castanho genannt, ist eine Stadt im brasilianischen Bundesstaat Amazonas. Die Stadt liegt südöstlich von Manaus und  westlich des Rio Madeira. Sie gehört zur Metropolregion Manaus. Im Jahr 2024 lebten schätzungsweise 32.442 Menschen in Careiro, die Careirenser genannt werden. Die Gemeindefläche ist mit rund 6096,2 km² groß, der namengebende urban bebaute Hauptsitz dagegen umfasst etwa zwei Quadratkilometer. Sie liegt an 16. Stelle der 62 Munizipien des Bundesstaats.

## Geographie

### Lage
Die Stadt liegt 124 km von der Hauptstadt des Bundesstaates (Manaus) entfernt. Nachbarstädte sind Careiro da Várzea und Iranduba im Norden, Manaquiri im Westen, Autazes im Osten, Itacoatiara im Nordosten und Borba im Süden.

### Klima
In der Stadt herrscht tropisches Klima, Am nach der Klimaklassifikation nach Köppen und Geiger.

## Verkehr
Durch die Stadt führt die Bundesstraße BR-319 von Manaus nach Porto Velho, der Hauptstadt des Bundesstaats Rondônia.
Der nächstgelegene Flughafen ist der Aeroporto Internacional Eduardo Gomes in Manaus.

## Bevölkerungsentwicklung
| Jahr | Einwohner | Stadt | Land   |
| --- | --------- | ----- | ------ |
| 1960 | 33.585    | 212   | 33.373 |
| 1970 | 40.767    | 168   | 40.599 |
| 1980 | 34.973    | 1.371 | 33.602 |
| 1991 | 31.816    | 4.328 | 27.488 |
| 2000 | 27.554    | 5.877 | 21.677 |
| 2010 | 32.631    | 9.440 | 23.191 |
| 2021 | 38.820    | ?     | ?      |
| Hier fehlt eine Grafik, die leider im Moment aus technischen Gründen nicht angezeigt werden kann. Wir arbeiten daran! |           |       |        |

Quelle: IBGE (2011), verschiedene Datenbanken des IBGE zeigen bei Stadt-/Landverteilung geringfügige Abweichungen.

## Ethnische Zusammensetzung
Ethnische Gruppen nach der statistischen Einteilung des IBGE (Stand 2000 mit 27.554 Einwohnern, Stand 2010 mit 32.734 Einwohnern): Von diesen lebten 2010 9437 Einwohner im städtischen Bereich und 23.927 im ländlichen Raum und Regenwaldgebiet.
| Gruppe      | Anteil 2000 | Anteil 2010 | Anmerkung                        |
| ----------- | ----------- | ----------- | -------------------------------- |
| Brancos     | 6.815       | ▼ 6.260     | Weiße, Nachfahren von Europäern  |
| Pardos      | 18.374      | ▲ 22.613    | Mischrassige, Mulatten, Mestizen |
| Pretos      | 1.085       | ▲ 3.008     | Schwarze                         |
| Amarelos    | 23          | ▲ 565       | Asiaten                          |
| Indígenas   | 93          | ▲ 288       | indigene Bevölkerung             |
| ohne Angabe | 1.164       | –           |                                  |

Auf dem Gebiet des Munizips liegen drei Terras Indígenas (TI) der Ethnie Mura. Auch ein Teil der TI Vista Alegre ragt in das Gebiet von Careiro. Sie befindet sich zurzeit (Stand 2021) noch im Anerkennungsprozess.

## Durchschnittseinkommen und HDI
Das monatliche Durchschnittseinkommen betrug 2017 den Faktor 2,2 des brasilianischen Mindestlohns (Salário mínimo) von R$ 880,00 (umgerechnet für 2019: rund 423 €). Der Index der menschlichen Entwicklung (HDI) ist mit 0,557 für 2010 als niedrig eingestuft. Das Bruttosozialprodukt pro Kopf betrug 2016 6543,75 R$.

## Söhne und Töchter der Gemeinde
- José de Oliveira Fernandes (1943–2020), Politiker und Hochschullehrer